# Russisches Toleranzedikt von 1905
Über die Festigung der Grundlagen der Glaubenstoleranz oder Über die Befestigung der Grundsätze der Glaubenstoleranz (russisch Указ Об Укреплении Начал Веротерпимости, wiss. Transliteration Ukaz Ob Ukreplenii Načal Veroterpimosti) ist ein am 17. Apriljul. / 30. April 1905greg. von Kaiser Nikolaus II. im Zuge der Reformen nach der Januarrevolution erlassener Ukas, worin allen Volljährigen die freie Wahl der Konfession gestattet wurde. Ebenfalls konnte der russisch-orthodoxe Glaube gegen eine andere Konfession eingetauscht werden. Mit diesem Toleranzedikt wurde die freie Religionsausübung für religiöse Minderheiten in Russland erleichtert. Allerdings wurde die Vorrangstellung der russisch-orthodoxen Kirche beibehalten. Sie verfügte demnach als einzige Kirche in Russland über das Recht zur Missionierung.